# Петрушово
Петрушово — деревня в Касимовском районе Рязанской области России. Входит в состав Гиблицкого сельского поселения.

## География
Деревня находится в северо-восточной части Рязанской области, в зоне хвойно-широколиственных лесов, в пределах Мещёрской низменности, при автодороге 61Н-215, на расстоянии примерно 17 километров (по прямой) к северо-западу от города Касимова, административного центра района. Абсолютная высота — 115 метров над уровнем моря.

### Климат
Климат характеризуется как умеренно континентальный, с тёплым летом и умеренно холодной снежной зимой. Среднегодовая температура воздуха — 3,8 °C. Средняя температура воздуха самого холодного месяца (января) — −11,5 °C (абсолютный минимум — −40 °C); самого тёплого месяца (июля) — 18,8 °C (абсолютный максимум — 38 °C). Безморозный период длится около 135—155 дней. Среднегодовое количество осадков — 616 мм, из которых большая часть (около 397 мм) выпадает в период с апреля по октябрь. Снежный покров держится в течение 120—147 дней.

### Часовой пояс
Деревня Петрушово, как и вся Рязанская область, находится в часовой зоне МСК (московское время). Смещение применяемого времени относительно UTC составляет +3:00.

### Достопримечательности
В настоящее время под патронажем Фонда сохранения интеллектуального наследия А. В. Яблокова (ЯблоковФонда) в деревне Петрушово, где в последние годы жил и работал этот известный российский биолог и защитник природы, открыт интерактивный музей «ЯблоковДом» и и высажен мемориальный «ЯблоковСад».

## Карин Кнайсль
Экс-глава МИД Австрии Карин Кнайсль в 2024 году на полях четвертого Евразийского женского форума заявила, что переехала в новый дом в деревне Петрушово в Рязанской области. 

## Население
| 1859 | 1906 | 2010 |
| ---- | ---- | ---- |
| 350  | ↗551 | ↘43  |

### Национальный состав
Согласно результатам переписи 2002 года, в национальной структуре населения русские составляли 99 % из 85 чел.